# 창원기계공업고등학교 축구부
창원기계공업고등학교 축구부는 경상남도 창원시에 위치한 창원기계공업고등학교의 축구부이다. 창원기계공업고등학교가 운영하는 축구부로 1997년에 창단 되었다.
최근에느 고교후반기리그 준우승, 경남 도민체전 준우승을 한 바 있다
(3)주장 한강현 선수를 포함한 20명의 선수들이 활약중인 학교이다

## 참고 문헌
- “KFA 통합경기정보 시스템”. 대한축구협회.

## 같이 보기
- 창원기계공업고등학교